# Союз Бирма
Союз Бирма — официальное название Бирмы (сегодня — Мьянма), после получения последней независимости от Великобритании, до прихода коммунистов к власти после военного переворота 1962 года. Несмотря на это, название Союз Бирма сохранялось вплоть до 1974 года, когда государство было переименовано в Социалистическую республику Союз Бирма.

## История

### Предыстория
До 1937 года колония входила в состав Британской Индии. Термином Британская Индия обычно называют всю территорию колониального владения, хотя, строго говоря, он относился только к тем частям субконтинента, которые находились под непосредственным британским управлением (администрация сначала в форте Уильям, а потом — в Калькутте и Дели); помимо этих территорий, существовали т. н. «туземные княжества», формально находившиеся лишь в вассальной зависимости от Короны.
В 1948 году Британской Бирме была предоставлена независимость.

### Независимость
Бирма состоит из семи национальных областей (штатов) и семи провинций (административных округов). Штаты называются Мон, Карен, Кайя, Шан, Качин, Чин и Аракан. В действительности, ни один из штатов не признаёт центрального правительства, и многие из них ведут гражданскую войну с момента основания независимой Бирмы.
Хотя правительственные войска контролировали все основные дороги, столицы всех штатов и все крупные города, вооружённые мятежники имели свои армии, нередко — хорошо оснащённые, и правительственные войска не в силах были справится с многочисленными партизанами.
Руководитель национально-освободительного движения Аун Сан вместе со всем готовящимся правительством в период передачи англичанами власти был убит своими политическими противниками летом 1947 года, и передача власти была отложена. Уходя, англичане пообещали независимость государствам Мон, Карен, Кайя, заложив мину бесконечной гражданской войны. Ситуация усугублялась тем, что на севере Бирмы действовала армия Гоминьдана, изгнанная из Китая Мао Цзэдуном, и противостоящая ей армия Коммунистической Партии Бирмы, оснащавшейся в Китае и боровшейся против Гоминьдана, преимущественно за опиумные поля. На западе Бирму окружали неспокойные индийские штаты, в которых до сих пор ведётся гражданская война, и голодная Бангладеш с постоянными беженцами, а на востоке — лесные районы Таиланда, в которых действовали партизаны из Коммунистической Партии Таиланда.
Одолеть внутренние конфликты оказалось не под силу правительству У Ну; добыча нефти не достигала и половины довоенного уровня. В этих условиях (как писал советский политический комментатор С. А. Симакин) «единственной организованной силой, способной восстановить порядок и принять меры по защите единства, была армия и её высшее командование во главе с генералом Не Вином, которое в марте 1962 года взяло власть в свои руки, сформировало Революционный совет, учредило однопартийную систему, объявив о создании Партии бирманской социалистической программы, и выступило с программой „Бирманский путь к социализму“. В короткие сроки был сломан прежний государственный аппарат, проведена широкая национализация иностранной и местной частной собственности, а также всей внешней торговли, государственный сектор был объявлен основой социалистической экономики, а её движущей силой — „союз свободных от эксплуатации крестьян и других 
трудящихся масс“». В 1974 году Бирму переименовали в Социалистическую Республику Бирманский Союз.